# Liste der Auszeichnungen des Sängers Hardy

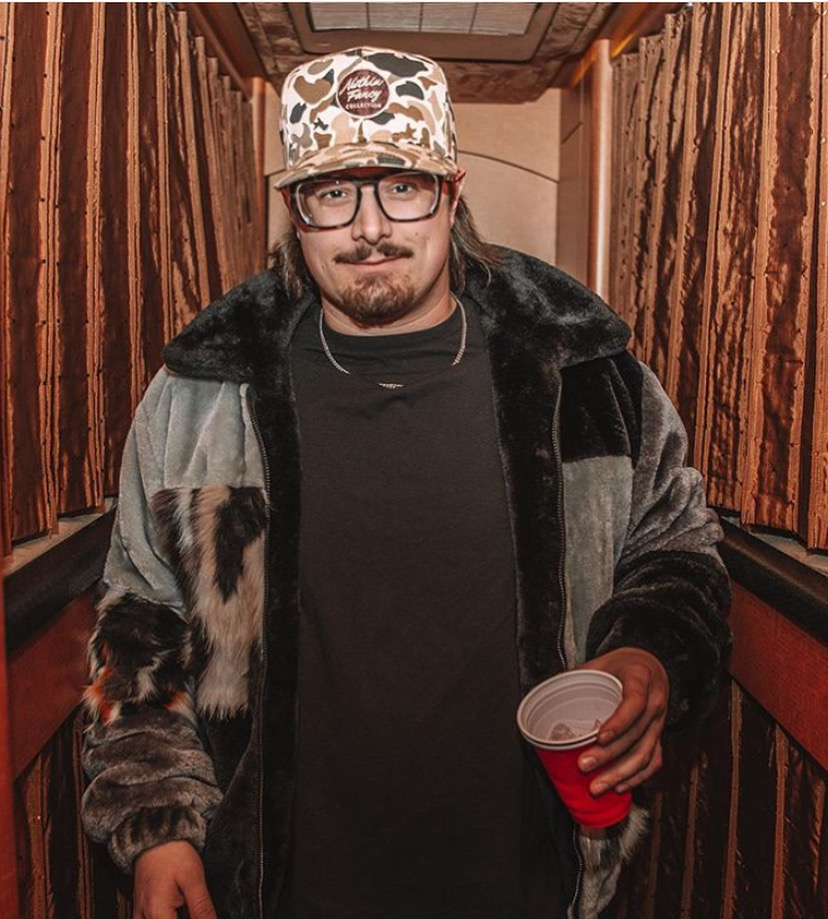
Hardy (2020)

Die Liste ist eine Übersicht über die Auszeichnungen und Nominierungen des US-amerikanischen Sängers Hardy. Gelistet werden sowohl Nominierungen und Auszeichnungen bei Preisverleihungen.

## Auszeichnungen

### Academy of Country Music Awards
Die Academy of Country Music Awards werden seit 1966 von der Academy of Country Music vergeben. Hardy erhielt vier Auszeichnungen bei neun Nominierungen.
| Jahr | Kategorie                     | für                                     | Resultat  |
| ---- | ----------------------------- | --------------------------------------- | --------- |
| 2022 | Songwriter of the Year        | Hardy                                   | Gewonnen  |
| 2022 | New Male Artist of the Year   | Hardy                                   | Nominiert |
| 2023 | Artist-Songwriter of the Year | Hardy                                   | Gewonnen  |
| 2023 | Song of the Year              | Sand in My Boots (von Morgan Wallen)    | Nominiert |
| 2023 | Song of the Year              | Wait in the Truck (feat. Lainey Wilson) | Nominiert |
| 2023 | Music Event of the Year       | Wait in the Truck (feat. Lainey Wilson) | Gewonnen  |
| 2023 | Visual Media of the Year      | Wait in the Truck (feat. Lainey Wilson) | Gewonnen  |
| 2024 | Artist-Songwriter of the Year | Hardy                                   | Nominiert |
| 2025 | Artist-Songwriter of the Year | Hardy                                   | Nominiert |

|}

### Billboard Music Awards
Die Billboard Music Awards werden seit 1990 von der Fachzeitschrift Billboard vergeben. Hardy erhielt vier Nominierungen.
| Jahr | Kategorie            | für                        | Resultat  |
| ---- | -------------------- | -------------------------- | --------- |
| 2023 | Top Rock Album       | The Mockingbird & The Crow | Nominiert |
| 2024 | Top Hard Rock Artist | Hardy                      | Nominiert |
| 2024 | Top Hard Rock Album  | Quit                       | Nominiert |
| 2024 | Top Hard Rock Song   | Psycho                     | Nominiert |

### CMT Music Awards
Die CMT Music Awards werden seit 1967 vom TV-Sender Country Music Television vergeben. Hardy erhielt eine Auszeichnung bei vier Nominierungen.
| Jahr | Kategorie                       | für                                     | Resultat  |
| ---- | ------------------------------- | --------------------------------------- | --------- |
| 2023 | Video of the Year               | Wait in the Truck (feat. Lainey Wilson) | Nominiert |
| 2023 | Collaborative Video of the Year | Wait in the Truck (feat. Lainey Wilson) | Gewonnen  |
| 2024 | Video of the Year               | Truck Bed                               | Nominiert |
| 2024 | Male Video of the Year          | Truck Bed                               | Nominiert |

### Country Music Association Awards
Die Country Music Association Awards werden seit 1967 von der Country Music Association vergeben. Hardy erhielt zwei Auszeichnungen bei sechs Nominierungen.
| Jahr | Kategorie                 | für                                     | Resultat  |
| ---- | ------------------------- | --------------------------------------- | --------- |
| 2021 | New Artist of the Year    | Hardy                                   | Nominiert |
| 2022 | New Artist of the Year    | Hardy                                   | Nominiert |
| 2023 | Single of the Year        | Wait in the Truck (feat. Lainey Wilson) | Nominiert |
| 2023 | Song of the Year          | Wait in the Truck (feat. Lainey Wilson) | Nominiert |
| 2023 | Musical Event of the Year | Wait in the Truck (feat. Lainey Wilson) | Gewonnen  |
| 2023 | Music Video of the Year   | Wait in the Truck (feat. Lainey Wilson) | Gewonnen  |

### iHeartRadio Music Awards
Die iHeartRadio Music Awards werden seit 2014 vom Medienunternehmen iHeartMedia vergeben. Hardy erhielt zwei Nominierungen.
| Jahr | Kategorie                          | für   | Resultat  |
| ---- | ---------------------------------- | ----- | --------- |
| 2021 | Best New Country Artist            | Hardy | Nominiert |
| 2024 | Best New Alternative & Rock Artist | Hardy | Nominiert |

### People’s Choice Awards
Die People’s Choice Awards werden seit 1975 vergeben. Hardy erhielt eine Nominierung.
| Jahr | Kategorie                       | für   | Resultat   |
| ---- | ------------------------------- | ----- | ---------- |
| 2024 | Male Country Artist of the Year | Hardy | Ausstehend |

### People’s Choice Country Awards
Die People’s Choice Country Awards werden seit 2023 vergeben. Hardy erhielt einen Preis bei fünf Nominierungen.
| Jahr | Kategorie                 | für                                     | Resultat  |
| ---- | ------------------------- | --------------------------------------- | --------- |
| 2023 | The Male Artist of 2023   | Hardy                                   | Nominiert |
| 2023 | The Album of 2023         | The Mockingbird & The Crow              | Nominiert |
| 2023 | The Song of 2023          | Wait in the Truck (feat. Lainey Wilson) | Nominiert |
| 2023 | The Collaboration of 2023 | Red (feat. Morgan Wallen)               | Nominiert |
| 2023 | The Music Video of 2023   | Wait in the Truck (feat. Lainey Wilson) | Gewonnen  |